# Transcarga
Transcarga International Airways C.A. è una compagnia aerea cargo con sede a Caracas, in Venezuela. Opera servizi cargo charter nazionali e internazionali.

## Storia
Un uomo d'affari venezuelano di nome Julio Marquez Biaggi, ex pilota di Viasa e KLM e figlio di uno dei presidenti di Viasa, ha fondato Transcarga il 21 ottobre 1998. Per aiutare nella sua impresa, è stato raggiunto da Luis Felipe Ayala V., un esperto nel settore delle finanze.
La compagnia aerea ha iniziato le operazioni nel novembre 2001. È di proprietà di Julio Marquez Biaggi (con una quota del 99,0%), che è amministratore delegato (CEO) della compagnia.
Transcarga ha ricevuto la sua prima certificazione come compagnia aerea in Venezuela nell'anno 2001; nel 2002 ha ricevuto il permesso 402 dal Dipartimento dei Trasporti degli Stati Uniti, che le consente di operare in stato di wet lease da e per gli Stati Uniti, generando così occupazione per diversi piloti venezuelani.
Fin dalla sua fondazione, l'azienda si è impegnata a mantenere i più elevati standard di qualità nel servizio di trasporto merci nazionale e internazionale. Il servizio è stato rivolto a piccoli e medi produttori venezuelani, sia internamente che per esigenze di esportazione di prodotti deperibili come pesce, crostacei, ortaggi, frutta, fiori, ecc. Un altro segmento chiave è il servizio pacchi, documenti, corrispondenza, merci e titoli petroliferi speciali.
I servizi della compagnia aerea sono rivolti ai piccoli e medi produttori venezuelani: dal mercato interno nazionale alle esigenze di esportazione di prodotti deperibili come pesce, gamberetti, verdure, frutta, fiori, ecc. Un altro segmento di mercato chiave è il servizio di corriere di posta, documenti e altri pacchi.
Attualmente, al 2020, Transcarga sta esternalizzando i propri servizi a società più grandi come Servicio Panamericano de Proteccion, C.A., DHL, FedEx Express, UPS, tra gli altri. Transcarga opera anche nei Caraibi attraverso un wet lease con la compagnia Ameriflight per due voli giornalieri.
Nel 2020 è stata fondata una sussidiaria panamense, Cargo Three. Questa ha già preso possesso di uno degli Airbus A300B4-200F e ha pianificato di prenderne un altro in futuro.

## Destinazioni
Al 2022, Transcarga opera voli cargo tra Colombia, Panama, Perù, Stati Uniti e Venezuela.

## Flotta

### Flotta attuale
A febbraio 2024 la flotta di Transcarga è così composta:

### Flotta storica
Transcarga operava in precedenza con i seguenti aeromobili:
- Aero Commander 500B
- Airbus A300-600(F)
- Cessna 208B Grand Caravan
- Cessna 402B
- Embraer EMB 120
- Fairchild Metro III
- Learjet 35A
- Piper PA-31 Navajo

## Incidenti
- Il 9 febbraio 2012, un Cessna 402B stava volando dall'aeroporto Antonio Nicolás Briceño all'aeroporto Internazionale Josefa Camejo con due membri dell'equipaggio e un passeggero a bordo. Il carico era costituito da oggetti di valore. Durante l'avvicinamento a Punto Fijo, l'equipaggio riscontrò problemi tecnici e decise di ammarare l'aereo al largo della raffineria di Amuay. Tutti e tre gli occupanti furono soccorsi mentre l'aereo affondava.[7]
- Il 6 giugno 2012, un Airbus A300, marche N821SC, era parcheggiato all'aeroporto Internazionale Simón Bolívar quando venne colpito allo stabilizzatore orizzontale da un Boeing 767 di MAS Air Cargo in fase di rullaggio. I danni furono talmente estesi da non rendere economicamente vantaggiosa un'eventuale riparazione.[8]